# Marie-Helene Östlund
Marie-Helene Östlund, kallad "Billan", född Westin 14 maj 1966 i Sollefteå, är en svensk längdskidåkare, främst känd för sitt VM-guld på 20 km fristil i Oberstdorf 1987. För denna prestation tilldelades hon, delat med det svenska ishockeylandslaget, Svenska Dagbladets bragdmedalj för året.
Östlund har, förutom en mängd medaljer från SM, även ett VM-silver på 10 km fristil från VM 1991 och två VM-brons i stafett, från VM 1987 och VM 1995.
Marie-Helen Östlund är gift med den före detta landslagsskidåkaren Erik Östlund och syster till dubble Vasaloppsvinnaren Håkan Westin.

## Biografi

### Idrottskarriär
För bedriften att sensationellt vinna VM-guldet på 20 km fristil vid VM i Oberstdorf 1987 fick hon dela Svenska Dagbladets guldmedalj med Sveriges herrlandslag i ishockey, och samma år tilldelades hon även Jerringpriset för sin prestation. Östlund (fram till 1993 tävlande under namnet Westin) kom även tvåa på 10 km vid VM 1991 och deltog i det svenska bronslaget vid VM-stafetterna både 1987 och 1995.
Marie-Helene Östlund ställde upp i sammanlagt 12 olympiska skidlopp vid tävlingarna 1988, 1992 och 1994. Hon kom på sjätte till tionde plats på alla dessa lopp utom två.
Östlund slutade med längdskidåkning på elitnivå år 1995, endast 29 år gammal, efter att hon drabbats av hjärtklappning vid en tävling i Piteå. Efter upprepade operationer som inte fick bort problemet valde Östlund att lägga ner sin elitsatsning.

### Privat
Östlund är sedan 1993 gift med flerfaldige OS- och VM-medaljören och längdlandslagets tidigare stafettankare Erik Östlund. Hon är dessutom syster till längdskidåkaren Håkan Westin som vid två tillfällen segrat i Vasaloppet. 

### Efter idrottskarriären
Östlund deltog 2011 i Mästarnas mästare där hon slutade på en femte plats. Hon deltog även i Superstars 2018 och vann bland annat grenarna step up och springskytte. Hon åkte först ut i finalen efter en duell mot Stefan Schwarz och slutade på en tredjeplats.
Hon driver, tillsammans med maken Erik Östlund restaurang och konferensanläggningen Kungsholmen som ligger på en egen ö i sjön Bergviken i Segersta, Bollnäs kommun i Hälsingland.